# The Chocolate Soldier
The Chocolate Soldier – amerykański film z 1941 roku w reżyserii Roya Del Rutha.

## Nagrody i nominacje
| Nazwa nagrody | Wygrane            | Nominacje |
| ------------- | ------------------ | --- |
| Oscar         | 1942 bez rezultatu | 1942 Najlepsza muzyka w musicalu Bronisław Kaper, Herbert Stothart Najlepsze zdjęcia - filmy czarno-białe Karl Freund Najlepszy dźwięk Douglas Shearer Metro-Goldwyn-Mayer SSD |